# Xã Beaver, Quận Clarion, Pennsylvania
Xã Beaver (tiếng Anh: Beaver Township) là một xã thuộc quận Clarion, tiểu bang Pennsylvania, Hoa Kỳ. Năm 2010, dân số của xã này là 1.761 người.